# Себахи, Биляль
Биля́ль Себахи́ (фр. Billal Sebaihi; 31 мая 1992, Лион, Франция) — французский футболист алжирского происхождения, полузащитник.

## Карьера
Футбольную карьеру начал в 2010 году во втором составе французского клуба «Сент-Этьен». В 2012 году перешёл в «Константина». В 2014 году играл за «Анадию». В 2015 году подписал контракт с клубом «Эшторил-Прая».
Сезоны 2016/17 и 2017/18 провёл в составе «Манисаспора». В 2018 году стал игроком турецкого клуба «Болуспор».
В начале 2020 года подписал контракт с казахстанским «Каспием», который вышел в высший дивизион. Дебютировал за новый клуб в чемпионате Казахстана 8 марта 2020 года в игре против «Жетысу» (0:2).

## Достижения
«Жальгирис»
- Обладатель Суперкубка Литвы: 2023

## Клубная статистика
| Игровая карьера | Игровая карьера | Игровая карьера | Лига | Лига | Кубок | Кубок | Межд. | Межд. | СК | СК |
| --------------- | --------------- | --------------- | ---- | ---- | ----- | ----- | ----- | ----- | -- | -- |
| 2016/17         | Эшторил-Прая    | А               | —    | —    | —     | —     | —     | —     | —  | —  |
| 2016/17         | Манисаспор      | Б               | 10   | 1    | —     | —     | —     | —     | —  | —  |
| 2017/18         | Манисаспор      | Б               | 25   | 3    | 4     | 1     | —     | —     | —  | —  |
| 2018/19         | Болуспор        | Б               | 23   | 0    | 5     | 2     | —     | —     | —  | —  |
| 2020            | Каспий          | А               | 18   | 4    | —     | —     | —     | —     | —  | —  |
| 2020/21         | Германштадт     | А               | 10   | 0    | 1     | 0     | —     | —     | —  | —  |
| 2022            | Мактаарал       | А               | 17   | 5    | 7     | 0     | —     | —     | —  | —  |
| 2023            | Жальгирис       | А               | 6    | 1    | 1     | 0     | —     | —     | 1  | 0  |
| 2023            | Мактаарал       | А               | 6    | 1    | —     | —     | —     | —     | —  | —  |